# Daphne (Alabama)
Pour les articles homonymes, voir Daphné.
Daphne est une ville du comté de Baldwin, située dans l'État d'Alabama, aux États-Unis. Sa population au 1er juillet 2012 atteignait 22 845 habitants. C’est la localité la plus peuplée du comté.
Elle est la principale ville de l'aire micropolitaine de Daphne–Fairhope–Foley.
La présence humaine dans la région date au moins de la période paléo-américaine et des tribus amérindiennes vers 9 000 av. J.-C.. L'actuelle ville de Daphne est une banlieue prospère de la ville proche de Mobile.

## Histoire
L'histoire de Daphne précède la période de la première exploration européenne et est commune avec beaucoup d'autres villes du sud-est. La ville a subi l'influence de plusieurs cultures, des Amérindiens aux Anglais, en passant des Espagnols aux Français.
Daphne est aussi connu par le surnom de « Jubilee City ». Le jubilé de Mobile Bay (en) a lieu lorsque les crabes, les crevettes et d'autres crustacés des eaux de la baie de Mobile se réunissent sur les terres bordant le littoral. Les biologistes pensent que ce phénomène est dû à une possible baisse du niveau d'oxygène ce qui force les poissons à rester près de la surface.

### Histoire amérindienne
Les premiers habitants de la région étaient des chasseurs-cueilleurs similaires à ceux présents dans le nord de l'Alabama. De petits clans travaillaient ensemble pour réunir la nourriture nécessaire aux familles. Ces groupes avaient une économie axée sur la chasse et le commerce. Avec le temps, la production tribale d'armements et de poteries progressa. Tardivement, lors de la période sylvicole, les Amérindiens commencèrent à pratiquer des rites plus élaborés. Bien que l'on ne connaisse aucun cimetière dans Daphne, il y en a éparpillés dans le comté de Baldwin. En 1500, le point culminant de la culture amérindienne dans le sud de l'Alabama, il est estimé qu'une communauté de 5 000 personnes vivaient dans les 80 km bordant la côte. Ces personnes ont été parmi les premières à rencontrer l'explorateur espagnol Hernando de Soto en 1540.

### Exploration et colonisation européenne
Les premiers colons européens de la région de Daphne s'établirent en 1840 et lors des explorations espagnoles. Avant cette période, la région était peuplée d'une grande variété de tribus amérindiennes. En 1763 la communauté de Daphne était établie et était connue sous la simple appellation de « the village ». La ville de Daphne fut officiellement établie, bien que non-incorporée, en avril 1874 quand le bureau de poste de Daphne ouvrit. La ville devint le siège du comté de Baldwin en 1868, le précédent siège, Brakely, ayant été détruit lors de la guerre de Sécession.

### Histoire moderne
Daphne resta le siège du comté jusqu'en 1900 quand un acte législatif le déplaça à Bay Minette. Les résidents de Daphne résistèrent à ce changement en empêchant le déplacement des registres du comté. Les registres furent alors dérobés lors d'une action nocturne pour être amenés à Bay Minette.
Le 8 juillet 1927, Daphne fut incorporée à la faveur d'une requête signée par 41 propriétaires. Le 19 septembre 1927, la ville organisa sa première élection. Le premier maire fut James M. Voltz. Une tentative de révocation de l'incorporation eut lieu en 1946. Malgré le soutien de citoyens mécontents, ce fut un échec.
En février 2008, Daphne devint la dernière ville du comté de Baldwin à interdire de fumer dans les lieux publics. Après des réunions litigieuses du conseil, l'interdiction fut votée en exemptant les bars, les clubs privés et jusqu'à 30 % des chambres d'hôtel.

## Géographie

### Situation
La ville se trouve près de l'I-10, à 17,5 à l'est de Mobileet à 241 km au sud-ouest de la capitale de l'État, Montgomery. C'est l'une des trois collectivités appartenant à l'Eastern Shore (en) (les autres étant Spanish Fort et Fairhope).

### Topographie
La ville a son point le plus bas au niveau de la mer et s'étire en pente douce vers l'ouest. À l'est le terrain est plus accidenté. La majeure partie de la ville se trouve en dessous de 150 mètres d'altitude.
Selon le Bureau du recensement des États-Unis, la ville a une superficie totale de 36,5 km2, dont 1,6 km2 d'eau, soit 4,47 % du total.

### Climat
| Mois                                  | jan.     | fév.     | mars    | avril   | mai     | juin    | jui.    | août    | sep.    | oct.    | nov.    | déc.     |
| ------------------------------------- | -------- | -------- | ------- | ------- | ------- | ------- | ------- | ------- | ------- | ------- | ------- | -------- |
| Température minimale moyenne (°C)     | 4        | 6        | 9       | 13      | 17      | 21      | 23      | 22      | 20      | 14      | 9       | 6        |
| Température moyenne (°C)              | 10       | 12       | 16      | 19      | 23      | 26      | 28      | 27      | 25      | 20      | 16      | 11       |
| Température maximale moyenne (°C)     | 16       | 18       | 21      | 25      | 28      | 31      | 32      | 32      | 31      | 26      | 21      | 17       |
| Record de froid (°C) date du record   | −15 1985 | −12 1951 | −6 1980 | 1 1973  | 6 1960  | 11 1984 | 15 1967 | 16 2004 | 5 1967  | 1 1989  | −6 1950 | −13 1962 |
| Record de chaleur (°C) date du record | 28 1952  | 31 1982  | 29 2007 | 33 1987 | 37 1953 | 38 1954 | 38 1980 | 39 2000 | 38 1954 | 33 1954 | 34 1971 | 29 1965  |
| Précipitations (mm)                   | 155,2    | 138,9    | 170,4   | 115,1   | 142,2   | 150,9   | 203,2   | 158     | 151,6   | 90,7    | 131,8   | 111,8    |

## Politique et administration
Daphne est incorporée dans le comté de Baldwin. Elle est dirigée par un maire et un conseil municipal élu par élection tous les quatre ans. Une commission semi-autonome dite Utilities Board and Zoning Commission soutient la gouvernance de la ville.
L'actuel maire de Daphne est Fred Small, qui en est à son second mandat.
Le conseil de ville est composé de sept membres chacun élu dans un district.

## Population et société

### Démographie
D'après le recensement de 2000, il y avait 16 581 personnes, réparties en 6 563 ménages et 4 670 familles. La densité de population était de 1 230,5 hab./km2. Le tissu racial de la ville était de 85,33 % de Blancs, 12,35 % d'Afro-américains, 0,3 % d'Amérindiens, 0,61 % d'Asiatiques, 0,01 % d'Océaniens, 0,43 % d'autres races, et 0,97 % de deux races ou plus. 1,53 % de la population était hispanique ou latino.
Il y avait 6 563 ménages dont 34,2 % avaient des enfants de moins de 18 ans, 58,6 % étaient des couples mariés, 9,8 % étaient constitués d'une femme seule, et 28,8 % n'étaient pas des familles. 24,6 % des ménages étaient composés d'un seul individu, et 5,5 % d'une personne de plus de 65 ans ou plus. Les tailles moyennes d'un ménage et d'une famille sont respectivement de 2,50 personnes et 3,01 personnes.
La répartition de la population par tranche d'âge est comme suit : 25,6 % en dessous de 18, 6,9 % de 18 à 24, 31,6 % de 25 à 44, 25,4 % de 45 à 64, et 10,3 % au-dessus de 65 ans ou plus. L'âge moyen est de 38 ans.
Le revenu moyen d'un ménage dans la ville est de $52 603, et le revenu moyen d'une famille est de $61 563.
| 1890 | 1930 | 1940 | 1950  | 1960  | 1970  |
| ---- | ---- | ---- | ----- | ----- | ----- |
| 549  | 582  | 630  | 1 041 | 1 527 | 2 382 |

| 1980  | 1990   | 2000   | 2010   | - | - |
| ----- | ------ | ------ | ------ | - | - |
| 3 406 | 11 290 | 16 581 | 21 570 | - | - |

### Éducation

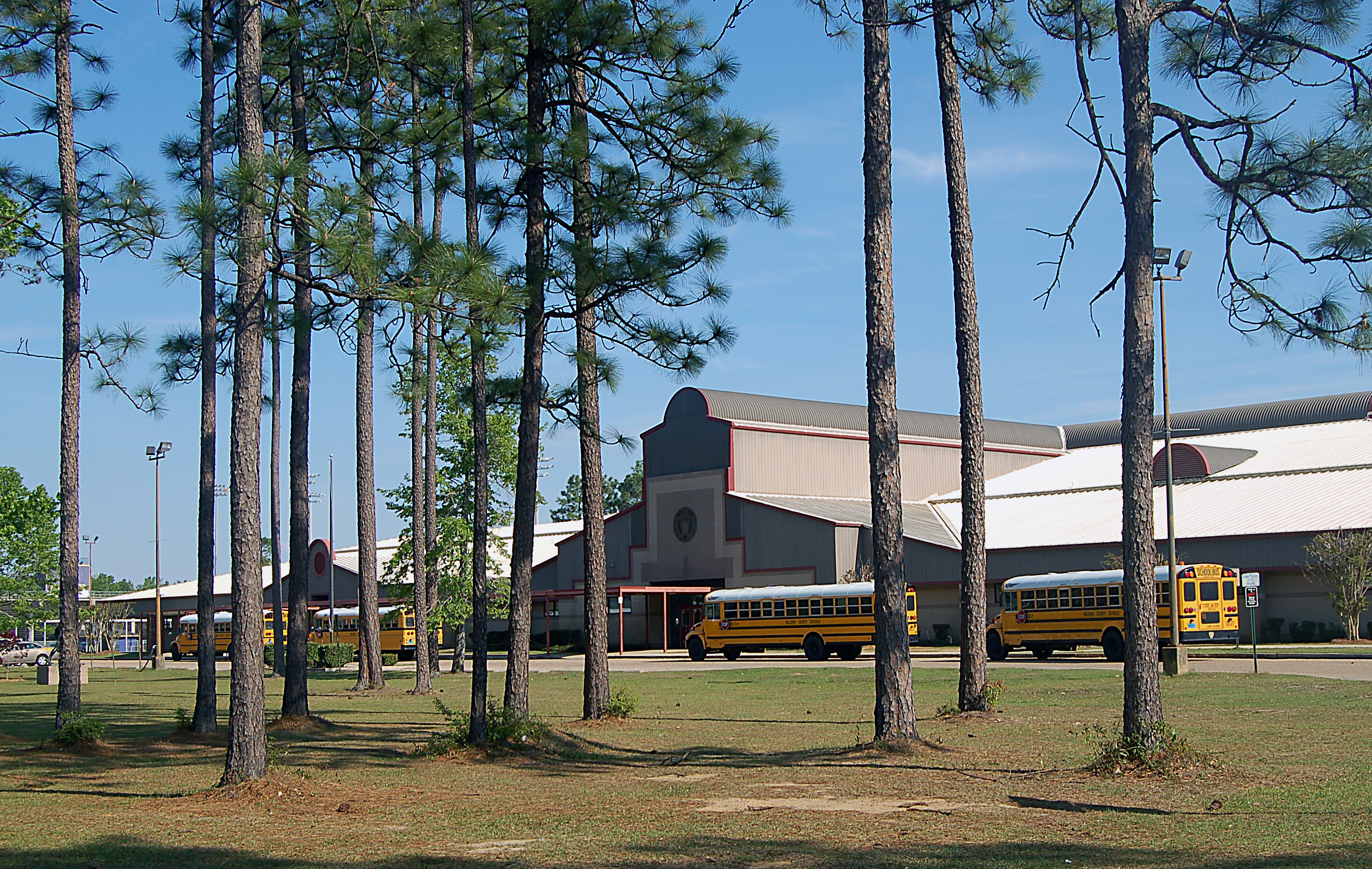
Daphne High School, au nord de Daphne.

Les écoles publiques de Daphne font partie du système du Baldwin County Public Schools.
Parmi les écoles publiques il y a trois écoles primaires : la Daphne East Elementary School (K-6), la Daphne Elementary School North Campus (K-3) et la W.J. Caroll Intermediate School (4-6). Au niveau du secondaire il y a une école intermédiaire : la Daphne Middle School (6-8) et une école secondaire Daphne High School (9-12).
Parmi les écoles privées se trouve la Bayside Academy (K-12), et la Christ the King Catholic School (K-8).

#### Études supérieures
- La United States Sports Academy est une école indépendante à but non lucratif offrant un programme d'apprentissage sportif tant pour les résidents qu'à distance. Dans ses locaux se trouve l’American Sport Art Museum and Archives.
- Le Huntingdon College est une école spécialisée dans les programmes liés aux affaires et au milieu professionnel.

### Santé
À Daphne se trouve la Mercy Medical Corporation.

## Culture et patrimoine

### Divertissement
Il y a six parcs publics à Daphne :
- Trione Park qui est un complexe multi-sports
- Lott Park est un ancien parc multi-sports où il était possible de jouer au baseball, au basketball, et au tennis
- Centennial Park est un parc de jeu pour enfants
- May Day Park qui inclut un lieu pour les enfants, un embarcadère et une estacade
- Bayfront Park est un petit parc face à la baie et où se trouve un hall où peuvent être organisés des soirées et des réceptions, des rendez-vous d'affaires, etc.
- Village Point Park Preserve est le plus grand parc de Daphne. Il était appelé Jackson Oak Park. C'est un estuaire réservé à la faune. Un ancien cimetière s'y trouve.

Au Daphne Civic Center, détenu par la ville, ont lieu un certain nombre d'évènements récurrent ou spéciaux. Ayant couté 6 million de dollars, il ouvrit en décembre 1999.

### Résidents notables
- Kenny King, joueur de football américain
- Jeremy Clark, joueur de foot pour les Giants de New York
- Courtney Duncan, joueur de la major league baseball
- Pat White, joueur de football américain (Mountaineers de la Virginie-Occidentale), finaliste 2007 du trophée Heisman
- Abu Mansoor Al-Amriki (né Omar Hammami), qui, d'après le The New York Times, est l'une des figures clefs de l'insurrection islamiste en Somalie[N 2],[13]

### Source
- (en) Cet article est partiellement ou en totalité issu de l’article de Wikipédia en anglais intitulé « Daphne, Alabama » (voir la liste des auteurs).